# Ejido Emiliano Zapata, Tampico Alto
Ejido Emiliano Zapata är en ort i Mexiko.   Den ligger i kommunen Tampico Alto och delstaten Veracruz, i den östra delen av landet, 300 km norr om huvudstaden Mexico City. Ejido Emiliano Zapata ligger 48 meter över havet och antalet invånare är 171.
Terrängen runt Ejido Emiliano Zapata är huvudsakligen platt. Ejido Emiliano Zapata ligger uppe på en höjd. Runt Ejido Emiliano Zapata är det glesbefolkat, med 11 invånare per kvadratkilometer. Närmaste större samhälle är Tampico Alto, 16,7 km nordost om Ejido Emiliano Zapata. Omgivningarna runt Ejido Emiliano Zapata är en mosaik av jordbruksmark och naturlig växtlighet.